# Михальчук Андрій Сергійович
Андрій Сергійович Михальчук (нар. 3 листопада 1967, Київ, УРСР) — український футболіст, виступав на позиції захисника. Має також польське громадянство.

## Кар'єра гравця
Розпочав займатися футболом у Києві, де закінчив спортінтернат. Після цього служив в армії, у звичайній військовій частині. З 1998 по 1990 рік виступав за «Актюбінець». У 1990 році потрапив до польського «Хеміка» з міста Бидгощ. Зумівши вдало проявити себе, перейшов у «Відзев» з міста Лодзь. Його запросили як нападника, але незабаром він грав як у півзахисті так і в захисті. У першому сезоні Михальчук став першим легіонером в історії «Відзева» в єврокубках. Тоді «Відзев» зустрічався з німецьким «Айнтрахтом», перший матч «Відзев» звів до нічиєї 2:2, але другий матч програв з розгромним рахунком 0:9. У сезоні 1994/95 років «Відзев» зайняв 2 місце, поступившись варшавської «Легії». У сезонах 1995/96 і 1996/97 років разом з командою Михальчук став чемпіоном. У 1996 році «Відзев» виграв Суперкубок обігравши хожувський «Рух» (0:0, по пен. 5:4), Михальчук участь в матчі не брав. У 1997 році в фіналі Суперкубка «Відзев» програв варшавської «Легії» 1:2, Михальчук вийшов на 57 хвилині замість Марціна Заяця. У сезоні 1998/99 «Відзев» зайняв 2 місце, поступившись краківській «Віслі». У «Відзеві» Андрій Михальчук став капітаном команди, зігравши 223 матчі і відзначився 25 голами. Взимку 2002 року залишив «Відзев», після чого виступав за «Сталь» з Гловно. У червні 2004 року зіграв свій прощальний матч між «Відзевом» і друзями Андрія Михальчука. З 2006 по 2009 рік грав за аматорський клуб «Гра-Лех» з Йорданува.
Другий, після Александра Вуковича, гравець з найбільшою кількістю виступів серед іноземців у польській Екстраклясі

## Кар'єра тренера
Ще будучи гравцем у 2003 році допомагав тренувати «Сталь» (Гловно). З 2007 року був граючим президентом клубу «Гра-Лех» (Йорданув).

## Особисте життя
Зі своєю дружиною познайомився в Бидгощі, вона грала в місцевій волейбольній команді.

## Досягнення

### Як гравця

#### Клубні
- Перша ліга Польщі
  -  Чемпіон (2): 1995/96, 1996/97
  -  Срібний призер (2): 1994/95, 1998/99

- Суперкубок Польщі
  -  Володар (1): 1996